# Corpo felice
(Dacia Maraini, Corpo felice, capitolo 10)
Corpo felice. Storia di donne, rivoluzioni e un figlio che se ne va è un romanzo dell'autrice italiana Dacia Maraini del 2018.
"Corpo felice" è un'espressione che ricorre anche in altre opere dell'autrice: oltre che nel romanzo Chiara di Assisi. Elogio della disobbedienza, è il titolo dell'ultimo capitolo del saggio Un clandestino a bordo. Entrambi i titoli sono citati nel testo.

## Trama
L'autrice rievoca un episodio della sua infanzia in Giappone in cui suo padre l'aveva incolpata per un fatto che non aveva commesso e per questo era scappata di casa, lasciando i suoi genitori in preda all'angoscia finché non l'avevano ritrovata. Da qui inizia a fare delle riflessioni sulle domande che si poneva fin da tenera età, grazie alle quali si poneva in modo critico verso la formazione che le veniva proposta e imposta dagli adulti, a partire da quella religiosa. Si chiedeva (e si chiede tuttora) perché la chiesa svalutasse il ruolo femminile andando contro le stesse parole di Cristo e perché abbia sviluppato un atteggiamento sessuofobico. D'altronde, anche la società laica, fino a un tempo relativamente recente, era fortemente misogina, arrivando a rinchiudere in manicomio molte donne che non erano insane di mente ma solamente non si conformavano alla morale corrente. 
L'autrice rammente poi i tempi della sua difficile gravidanza, terminata con un aborto spontaneo dopo sette mesi, durante la quale per precauzione era costretta a letto e leggeva per molte ore al giorno ad alta voce, come se il bambino in formazione nel suo grembo avesse potuto udirla. Si rivolge a lui, che non ha fatto in tempo a ricevere un nome, chiamandolo Perduto (o, alla francese, Perdu) e inizia a immaginare come avrebbe potuto essere la sua vita. Dopo un'infanzia in cui la madre l'avrebbe avuto tutto per sé sarebbe arrivata l'adolescenza, con le sue inquietudini. Per influsso di cattive compagnie avrebbe potuto assumere atteggiamenti di ribellione e di contrasto con le opinioni di sua madre, in particolare nel modo di trattare le femmine.
L'autrice si confronta anche con la sua cara amica Silvana, che a differenza di lei fin da ragazza era molto attraente e sicura di sé, ma che non per questo è stata risparmiata da una vita infelice a causa dell'infedeltà del marito.
Immagina infine Perdu ventenne, che dopo diverse storie superficiali con esponenti dell'altro sesso ha iniziato a provare un amore vero. Comprende che ciò l'allontanerà sempre più da lei, ma che si tratta di una cosa necessaria perché il figlio diventi pienamente un uomo.

## Edizioni
- Dacia Maraini, Corpo felice. Storia di donne, rivoluzioni e un figlio che se ne va, La Scala, Milano, Rizzoli, 2018,  p. 237, ISBN 978-88-17-10491-3.
- Dacia Maraini, Corpo felice. Storia di donne, rivoluzioni e un figlio che se ne va, Milano, Mondolibri, 2018,  p. 229.
- Dacia Maraini, Corpo felice. Storia di donne, rivoluzioni e un figlio che se ne va, BUR. Contemporanea, Milano, Rizzoli, 2019,  p. 237, ISBN 978-88-17-14279-3.